# Gran Premio motociclistico della Malesia 2005
Il Gran Premio motociclistico della Malesia 2005 corso il 25 settembre, è stato il tredicesimo Gran Premio della stagione 2005 e ha visto vincere la Ducati di Loris Capirossi nella classe MotoGP, Casey Stoner nella 250 e Thomas Lüthi nella 125.
Al termine della gara della MotoGP Valentino Rossi, pur giungendo secondo, raggiunge la matematica certezza del suo quinto titolo mondiale consecutivo nella classe regina (4 in MotoGP ed 1 in 500cc).

## MotoGP

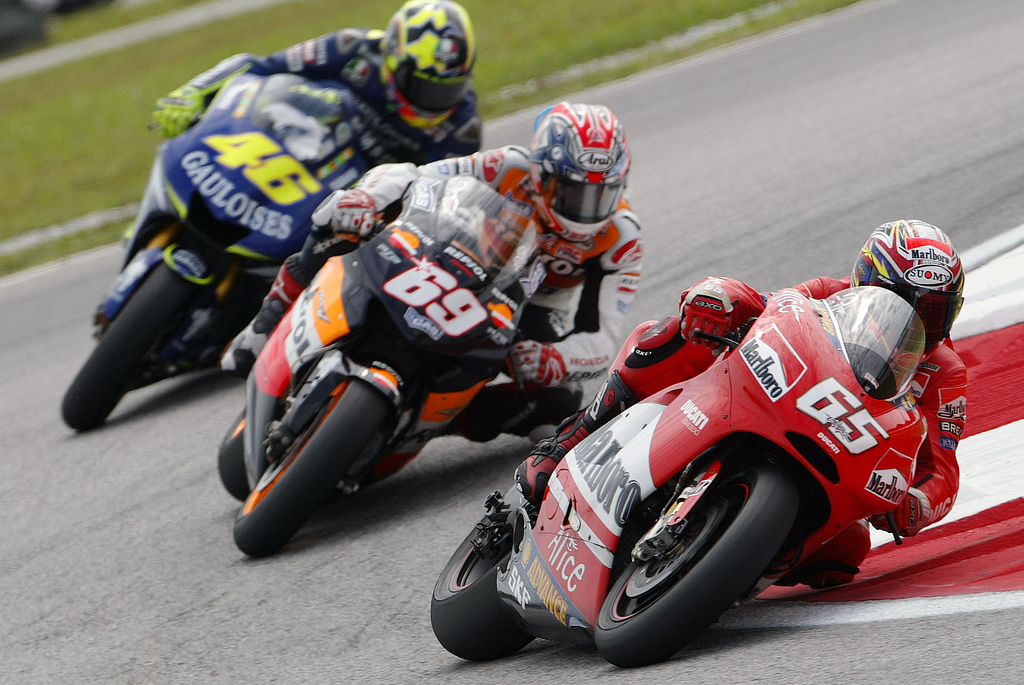
Capirossi, Hayden e Rossi durante il Gran Premio

### Arrivati al traguardo
| Pos | Nº | Pilota           | Squadra              | Motocicletta | Giri | Tempo     | Griglia | Punti |
| --- | -- | ---------------- | -------------------- | ------------ | ---- | --------- | ------- | ----- |
| 1   | 65 | Loris Capirossi  | Ducati Marlboro      | Ducati       | 21   | 43:27.523 | 1       | 25    |
| 2   | 46 | Valentino Rossi  | Gauloises Yamaha     | Yamaha       | 21   | +1.999    | 7       | 20    |
| 3   | 7  | Carlos Checa     | Ducati Marlboro      | Ducati       | 21   | +2.069    | 8       | 16    |
| 4   | 69 | Nicky Hayden     | Repsol Honda         | Honda        | 21   | +9.227    | 6       | 13    |
| 5   | 33 | Marco Melandri   | Movistar Honda       | Honda        | 21   | +15.886   | 9       | 11    |
| 6   | 3  | Max Biaggi       | Repsol Honda         | Honda        | 21   | +16.826   | 12      | 10    |
| 7   | 10 | Kenny Roberts Jr | Suzuki MotoGP        | Suzuki       | 21   | +17.249   | 5       | 9     |
| 8   | 4  | Alex Barros      | Camel Honda          | Honda        | 21   | +18.221   | 11      | 8     |
| 9   | 21 | John Hopkins     | Suzuki MotoGP        | Suzuki       | 21   | +20.125   | 3       | 7     |
| 10  | 5  | Colin Edwards    | Gauloises Yamaha     | Yamaha       | 21   | +22.275   | 10      | 6     |
| 11  | 24 | Toni Elías       | Fortuna Yamaha       | Yamaha       | 21   | +29.856   | 14      | 5     |
| 12  | 6  | Makoto Tamada    | Konica Minolta Honda | Honda        | 21   | +51.672   | 15      | 4     |
| 13  | 44 | Roberto Rolfo    | d’Antin Pramac       | Ducati       | 21   | +1:05.365 | 17      | 3     |
| 14  | 67 | Shane Byrne      | Camel Honda          | Honda        | 21   | +1:19.106 | 18      | 2     |
| 15  | 11 | Rubén Xaus       | Fortuna Yamaha       | Yamaha       | 21   | +1:19.356 | 16      | 1     |
| 16  | 27 | Franco Battaini  | Blata WCM            | Blata        | 21   | +1:55.882 | 19      |       |

### Ritirati
| Nº | Pilota         | Squadra         | Motocicletta | Giri | Griglia |
| -- | -------------- | --------------- | ------------ | ---- | ------- |
| 77 | James Ellison  | Blata WCM       | Blata        | 17   | 20      |
| 19 | Olivier Jacque | Kawasaki Racing | Kawasaki     | 4    | 13      |
| 56 | Shin'ya Nakano | Kawasaki Racing | Kawasaki     | 1    | 4       |
| 15 | Sete Gibernau  | Movistar Honda  | Honda        | 1    | 2       |

## Classe 250

### Arrivati al traguardo
| Pos | Nº | Pilota            | Squadra                     | Motocicletta | Giri | Tempo     | Griglia | Punti |
| --- | -- | ----------------- | --------------------------- | ------------ | ---- | --------- | ------- | ----- |
| 1   | 27 | Casey Stoner      | Carrera Sunglasses - LCR    | Aprilia      | 20   | 43:23.138 | 4       | 25    |
| 2   | 5  | Alex De Angelis   | MS Aprilia Italia Corse     | Aprilia      | 20   | +3.133    | 3       | 20    |
| 3   | 19 | Sebastián Porto   | Aprilia Aspar               | Aprilia      | 20   | +4.111    | 5       | 16    |
| 4   | 7  | Randy de Puniet   | Aprilia Aspar               | Aprilia      | 20   | +7.569    | 7       | 13    |
| 5   | 73 | Hiroshi Aoyama    | Telefonica Movistar Honda   | Honda        | 20   | +10.109   | 1       | 11    |
| 6   | 80 | Héctor Barberá    | Fortuna Honda               | Honda        | 20   | +26.123   | 8       | 10    |
| 7   | 55 | Yūki Takahashi    | Team Scot                   | Honda        | 20   | +27.301   | 18      | 9     |
| 8   | 15 | Roberto Locatelli | Carrera Sunglasses - LCR    | Aprilia      | 20   | +28.006   | 14      | 8     |
| 9   | 50 | Sylvain Guintoli  | Equipe GP de France - Scrab | Aprilia      | 20   | +59.478   | 9       | 7     |
| 10  | 44 | Tarō Sekiguchi    | Campetella Racing           | Aprilia      | 20   | +59.579   | 23      | 6     |
| 11  | 28 | Dirk Heidolf      | Kiefer-Bos-Castrol Honda    | Honda        | 20   | +1:01.437 | 15      | 5     |
| 12  | 57 | Chaz Davies       | Aprilia Germany             | Aprilia      | 20   | +1:04.004 | 20      | 4     |
| 13  | 32 | Mirko Giansanti   | Matteoni Racing             | Aprilia      | 20   | +1:04.803 | 21      | 3     |
| 14  | 17 | Steve Jenkner     | Nocable.it Race             | Aprilia      | 20   | +1:12.500 | 22      | 2     |
| 15  | 36 | Martín Cárdenas   | Aprilia Germany             | Aprilia      | 20   | +1:21.073 | 24      | 1     |
| 16  | 63 | Erwan Nigon       | Yamaha Kurz                 | Yamaha       | 20   | +1:31.925 | 25      |       |
| 17  | 56 | Mathieu Gines     | Equipe GP de France - Scrab | Aprilia      | 20   | +1:51.975 | 26      |       |
| 18  | 23 | Nicklas Cajback   | Yamaha Kurz                 | Yamaha       | 19   | +1 giro   | 28      |       |
| 19  | 96 | Jakub Smrž        | Arie Molenaar Racing        | Honda        | 19   | +1 giro   | 13      |       |

### Ritirati
| Nº | Pilota           | Squadra                   | Motocicletta | Giri | Griglia |
| -- | ---------------- | ------------------------- | ------------ | ---- | ------- |
| 24 | Simone Corsi     | MS Aprilia Italia Corse   | Aprilia      | 7    | 10      |
| 25 | Alex Baldolini   | Campetella Racing         | Aprilia      | 7    | 19      |
| 14 | Anthony West     | Red Bull KTM              | KTM          | 5    | 17      |
| 1  | Daniel Pedrosa   | Telefonica Movistar Honda | Honda        | 1    | 2       |
| 8  | Andrea Ballerini | Abruzzo Racing            | Aprilia      | 1    | 11      |
| 21 | Arnaud Vincent   | Scuderia Fantic Motor GP  | Fantic       | 1    | 27      |
| 34 | Andrea Dovizioso | Team Scot                 | Honda        | 0    | 6       |
| 6  | Alex Debón       | Wurth Honda BQR           | Honda        | 0    | 12      |
| 64 | Radomil Rous     | Wurth Honda BQR           | Honda        | 0    | 16      |

### Non qualificati
| Nº | Pilota         | Squadra                  | Motocicletta |
| -- | -------------- | ------------------------ | ------------ |
| 20 | Gabriele Ferro | Scuderia Fantic Motor GP | Fantic       |
| 60 | Zhu Wang       | Zongshen Team of China   | Aprilia      |
| 61 | Zheng Peng Li  | Zongshen Team of China   | Aprilia      |

## Classe 125

### Arrivati al traguardo
| Pos | Nº | Pilota            | Squadra                       | Motocicletta | Giri | Tempo     | Griglia | Punti |
| --- | -- | ----------------- | ----------------------------- | ------------ | ---- | --------- | ------- | ----- |
| 1   | 12 | Thomas Lüthi      | Elit Grand Prix               | Honda        | 19   | 43:02.214 | 1       | 25    |
| 2   | 36 | Mika Kallio       | Red Bull KTM                  | KTM          | 19   | +0.002    | 4       | 20    |
| 3   | 75 | Mattia Pasini     | Totti Top Sport - NGS         | Aprilia      | 19   | +9.684    | 2       | 16    |
| 4   | 55 | Héctor Faubel     | Master Aspar                  | Aprilia      | 19   | +9.709    | 9       | 13    |
| 5   | 14 | Gábor Talmácsi    | Red Bull KTM                  | KTM          | 19   | +9.892    | 3       | 11    |
| 6   | 60 | Julián Simón      | Red Bull KTM                  | KTM          | 19   | +11.936   | 8       | 10    |
| 7   | 32 | Fabrizio Lai      | Kopron Racing World           | Honda        | 19   | +19.632   | 13      | 9     |
| 8   | 54 | Manuel Poggiali   | Metis Racing                  | Gilera       | 19   | +19.755   | 7       | 8     |
| 9   | 58 | Marco Simoncelli  | Nocable.it Race               | Aprilia      | 19   | +19.967   | 5       | 7     |
| 10  | 71 | Tomoyoshi Koyama  | Ajo Motorsport                | Honda        | 19   | +20.071   | 11      | 6     |
| 11  | 63 | Mike Di Meglio    | Kopron Racing World           | Honda        | 19   | +20.158   | 10      | 5     |
| 12  | 52 | Lukáš Pešek       | Metis Racing                  | Derbi        | 19   | +20.427   | 6       | 4     |
| 13  | 22 | Pablo Nieto       | Caja Madrid - Derbi Racing    | Derbi        | 19   | +21.178   | 23      | 3     |
| 14  | 7  | Alexis Masbou     | Ajo Motorsport                | Honda        | 19   | +24.199   | 15      | 2     |
| 15  | 41 | Aleix Espargaró   | Seedorf RC3 - Tiempo Holidays | Honda        | 19   | +24.266   | 14      | 1     |
| 16  | 33 | Sergio Gadea      | Master Aspar                  | Aprilia      | 19   | +24.481   | 18      |       |
| 17  | 6  | Joan Olivé        | Nocable.it Race               | Aprilia      | 19   | +24.615   | 12      |       |
| 18  | 29 | Andrea Iannone    | Abruzzo Racing                | Aprilia      | 19   | +48.038   | 24      |       |
| 19  | 51 | Enrique Jerez     | Caja Madrid - Derbi Racing    | Derbi        | 19   | +48.157   | 17      |       |
| 20  | 8  | Lorenzo Zanetti   | Skilled I.S.P.A. Racing       | Aprilia      | 19   | +49.093   | 19      |       |
| 21  | 11 | Sandro Cortese    | Kiefer-Bos-Castrol Honda      | Honda        | 19   | +49.207   | 22      |       |
| 22  | 45 | Imre Tóth         | Team Toth                     | Aprilia      | 19   | +1:02.994 | 26      |       |
| 23  | 25 | Dario Giuseppetti | Semprucci Blauer USA          | Aprilia      | 19   | +1:03.000 | 25      |       |
| 24  | 43 | Manuel Hernández  | Totti Top Sport - NGS         | Aprilia      | 19   | +1:03.756 | 21      |       |
| 25  | 46 | Mateo Túnez       | MVA Aspar                     | Aprilia      | 19   | +1:11.588 | 31      |       |
| 26  | 19 | Álvaro Bautista   | Seedorf RC3 - Tiempo Holidays | Honda        | 19   | +1:20.152 | 20      |       |
| 27  | 48 | David Bonache     | LG Mobile Ssmracing           | Honda        | 19   | +1:23.094 | 29      |       |
| 28  | 28 | Jordi Carchano    | MVA Aspar                     | Aprilia      | 19   | +1:32.733 | 28      |       |
| 29  | 38 | Wai On Cheung     | Arie Molenaar Racing          | Honda        | 19   | +1:47.362 | 37      |       |
| 30  | 31 | Sasha Hommel      | Malaguti Reparto Corse        | Malaguti     | 19   | +1:47.672 | 35      |       |
| 31  | 72 | Doni Tata Pradita | Yamaha Indonesia              | Yamaha       | 19   | +2:20.854 | 36      |       |

### Ritirati
| Nº | Pilota             | Squadra                | Motocicletta | Giri | Griglia |
| -- | ------------------ | ---------------------- | ------------ | ---- | ------- |
| 9  | Toshihisa Kuzuhara | Angaia Racing          | Honda        | 17   | 27      |
| 15 | Michele Pirro      | Malaguti Reparto Corse | Malaguti     | 4    | 30      |
| 10 | Federico Sandi     | Angaia Racing          | Honda        | 0    | 34      |
| 26 | Vincent Braillard  | Team Toth              | Aprilia      | 0    | 32      |
| 35 | Raffaele De Rosa   | Matteoni Racing        | Aprilia      | 0    | 16      |
| 44 | Karel Abraham      | AB Cardion             | Aprilia      | 0    | 33      |